# Маргерит Лонг
Маргерит Лонг (фр. Marguerit Long; Ним, 13. новембар 1874 — Париз, 13. фебруар 1966) била је француска пијанисткиња која се бавила педагошким радом. Са виолинистом Жаком Тибоом основала међународни конкурс (1946).